# Nicole Duclos
Nicole Duclos (Périgueux; 15 de agosto de 1947) fue una atleta francesa especializada en la prueba de 400 m, en la que consiguió ser campeona europea en 1969.

## Carrera deportiva
En el Campeonato Europeo de Atletismo de 1969 ganó la medalla de oro en los 400 metros, corriéndolos en un tiempo de 51.7 segundos que fue récord del mundo, llegando a meta por delante de su paisana francesa Colette Besson y de la austriaca Maria Sykora (bronce con 53.0 segundos).